# Língua buaidoca
Bwaidoka é uma língua Oceânica falada por cerca de 6.500 pessoas Baía Milne, Papua-Nova Guiné, sendo ali a lingua franca.

## Escrita
O Buaidoca usa o alfabeto latino sem as letras C, H, J, P, Q, R, X, Z. Usam-se as formas Bw, Fw, Kw, Mw

## Amostra de texto
Labia anaiwaga faina anaifufu. Kai nuwanuwama labia anaiwaga, ananau labia anatala ginabeu. E ada, lelewakawaka anavai, anaela ogola anatalana ada lelewakawaka anaselakaina. Ginaavaina, toya anadabana.
Português
Eu vou falar sobre como fazer sagu. Se quisermos fazer sagu, iremos cortar uma saguzeira e ela cairá. Então vamos pegar uma calha, vamos cortar um poste e colocá-lo nela. Quando terminar, vamos cortar um corador de folhas de coco.